# HMS Hart (U58)
«Гарт» (англ. HMS Hart (U58)) — військовий корабель, шлюп типу «Модифікований Блек Свон» Королівського військово-морського флоту Великої Британії за часів Другої світової війни.

## Історія створення
Шлюп «Гарт» був закладений 27 березня 1942 року  на верфі компанії Alexander Stephen and Sons у Говані. 7 липня 1943 року він був спущений на воду, а 12 грудня того ж року увійшов до бойового складу Королівських ВМС Великої Британії.

## Історія служби

### У складі ВМС Великої Британії
Після вступу у стрій шлюп «Гарт» увійшов до складу 7-ї ескортної групи та супроводжував конвої в Північній Атлантиці. У травні-червні 1944 року діяв поблизу Гібралтару. Після повернення до Великої Британії пройшов ремонт у рамках підготовки до участі в операції «Нептун». Після виходу з ремонту зіткнувся зі шлюпом «Рочестер», але пошкодження виявились незначними  не завадили кораблю взяти участь в операції.
До кінця вересня 1944 року «Гарт» супроводжував конвої в Ла-Манші. Там він зіткнувся з транспортом «Вайкінг», отримавши незначні пошкодження. Після ремонту увійшов до складу 22-ї ескортної групи та супроводжував конвої на підходах до Великої Британії. У травні 1945 року пройшов ремонт та підготовку для переходу на Далекий Схід. Прибув у Коломбо 11 серпня 1945 року, де увійшов до складу 32-ї ескортної флотилії.
Після війни «Гарт» залишився на Далекому Сході. Увійшов до складу морських сил ООН під час Корейської війни. У 1951 році повернувся до Великої Британії і був виведений в резерв.

### У складі ВМС ФРН
У 1957 році корабель був проданий ФРН. Пройшов ремонт у Великій Британії і 24 січня 1958 року увійшов до складу ВМС ФРН під назвою «Scheer (F216)». Використовувався як навчальний корабель для підготовки операторів РЛС.
У 1971 році корабель був проданий на злам.